# جون كوغلين (متزلج فني)
جون كوغلين (بالإنجليزية: John Coughlin)‏ هو متزلج فني أمريكي، ولد في 1 ديسمبر 1985 في كانساس سيتي في الولايات المتحدة، , وقام بالانتحار على خلفية اتهامات باعتداءات جنسية في 18 يناير 2019.

## وصلات خارجية
- جون كوغلين على موقع الاتحاد الدولي للتزلج (الإنجليزية)
- جون كوغلين على موقع الاتحاد الدولي للتزلج (الإنجليزية)
- جون كوغلين على موقع الاتحاد الدولي للتزلج (الإنجليزية)
- جون كوغلين على موقع الاتحاد الدولي للتزلج (الإنجليزية)
- جون كوغلين على موقع الاتحاد الدولي للتزلج (الإنجليزية)